# تونيا كرو
تونيا كرو (بالإنجليزية: Tonya Crowe)‏ هي ممثلة أمريكية، ولدت في 24 يناير 1971 في لوس أنجلوس في الولايات المتحدة.

## أعمال

### مسلسلات
- نوتز لاندينغ

## وصلات خارجية
- تونيا كرو على موقع IMDb (الإنجليزية)
- تونيا كرو على موقع ألو سيني (الفرنسية)
- تونيا كرو على موقع قاعدة بيانات الفيلم (الإنجليزية)
- تونيا كرو على موقع كينوبويسك (الروسية)